# Bataille de Fontenay-le-Comte (16 mai 1793)
Pour les articles homonymes, voir Siège ou bataille de Fontenay-le-Comte.
Guerre de Vendée
Batailles
La première bataille de Fontenay-le-Comte a lieu le 16 mai 1793 lors de la guerre de Vendée. Elle s'achève par la victoire des républicains qui repoussent une offensive des Vendéens contre la ville de Fontenay-le-Comte. 

## Prélude
Le 13 mai, La Châtaigneraie est prise par l'armée vendéenne. Les troupes républicaines du général Alexis Chalbos sont battues et se replient sur Fontenay-le-Comte. Cependant après plusieurs combats et deux semaines sous les armes, les paysans de l'armée insurgée sont de plus en plus nombreux à regagner leurs foyers. Le 14 mai, lors du conseil de guerre, certains chefs, comme Jacques Cathelineau, constatent que l'armée est en cours de délitement et sont d'avis de faire demi-tour pour regagner le bocage,. D'autres en revanche, dont Maurice d'Elbée et Jean-Nicolas Stofflet, veulent poursuivre l'offensive jusqu'à Fontenay-le-Comte,. L'arrivée des renforts de l'armée du Centre commandée par Charles de Royrand décide finalement les chefs vendéens à poursuivre l'expédition. Cependant, Charles de Bonchamps repart avec sa division afin de protéger les Mauges,.
De leur côté, les républicains tiennent également un conseil de guerre à Fontenay-le-Comte dans la nuit du 14 mai,,. Dans un premier temps, l'evacuation de la ville et la retraite sur Niort sont décidées,,. Les caisses et les papiers du directoire sont chargés dans des voitures et les archives sont expédiées à Niort,,. Cette décision alarme cependant les républicains de Luçon, qui parlent d'une « trahison des plus horribles », et ceux des Sables d'Olonne qui craignent de se retrouver isolés et demandent à d'Ayat de se retirer vers eux plutôt que sur Niort. Finalement, l'arrivée en renfort le 15 mai de la colonne du général Claude Sandoz venue de Saint-Maixent décide les républicains à tenir la ville,,.

## Forces en présence
La garnison républicaine de Fontenay-le-Comte compte 6 000 à 7 000 hommes renforcés le 15 mai par 3 000, à 4 000 hommes, dont 100 cavaliers, commandés par l'adjudant-général Claude Sandoz,. Au 14 mai, l'artillerie républicaine ne comporte que deux canons de quatre livres et deux canons de deux livres,, cependant Sandoz apporte avec lui quelques autres pièces. Les forces de Fontenay sont sous les ordres du général Beaufranchet d'Ayat, mais ce dernier quitte la ville avec le représentant en mission Pierre-Jean-Baptiste Auguis le matin du 16 mai pour se rendre à Luçon. Lorsqu'il retourne à Fontenay quelques heures plus tard, la bataille est pleinement engagée,. Le commandement est alors assuré par le général de brigade Alexis Chalbos.
Côté vendéen, selon la marquise Victoire de Donnissan de La Rochejaquelein et le chef vendéen Louis Brard, les insurgés ne sont plus que 7 000 à La Châtaigneraie,. Cependant selon Berthre de Bourniseaux, avec le renfort de l'armée du Centre, les effectifs montent à 10 000. L'historien Émile Gabory retient 7 000 à 8 000 hommes, Yves Gras et Jean Tabeur 10 000,.

## Déroulement
Le 15 mai, après avoir été passée en revue par les chefs, l'armée vendéenne quitte La Châtaigneraie dans l'après-midi et s'arrête à Vouvant pour la nuit. Le lendemain, une messe est célébrée par l'abbé Barbotin. Le 16 mai, à midi, l'armée vendéenne franchit la forêt de Baguenard et débouche dans la plaine de Fontenay. L'abbé Barbotin donne l'absolution et l'armée se met en ordre de bataille. Lescure et La Rochejaquelein commandent le flanc gauche, Royrand, Sapinaud et Gabriel Baudry d'Asson dirigent le centre, d'Elbée, Cathelineau et Stofflet le flanc droit,,.
Les républicains se rangent en bataille dans leurs tranchées, qui ont été creusées à Pissotte, Morienne, Gaillardon et Mérité et qui sont revêtues de parapets. Des redoutes ont également été établies à Gaillardon et la Ragoiserie. Le centre est commandé par l'adjudant-général Sandoz et le flanc droit, face aux forces de Lescure et de La Rochejaquelein, par le capitaine Dufour, du 84e régiment d'infanterie,,,. La cavalerie, commandée par le chef d'état-major Nouvion, est placée en réserve, à l'intérieur de la ville,. 
Le terrain est à l'avantage des républicains,. Le combat s'engage sur une plaine dégagée, sans abri, alors que les Vendéens ont l'habitude de pratiquer des combats de tirailleurs dans le bocage,. Les républicains laissent les insurgés s'avancer jusqu'au milieu de la plaine, totalement à découvert, puis ouvrent le feu lorsqu'ils arrivent au niveau des métairies des Granges, des Gourfailles et du chemin de la Pissotte. 
Au centre, les forces de Royrand flanchent sous la mitraille et sont mises en fuite par une charge à la baïonnette des chasseurs de la Gironde. Sur les ailes cependant, les Vendéens continuent d'avancer. Chalbos engage alors sa cavalerie : deux escadrons du 13e régiment de chasseurs à cheval menés par Nouvion attaquent les forces de d'Elbée et de Cathelineau sur leur flanc droit,,. À la tête de gendarmes à cheval, Chalbos lance lui-même une charge dans leur dos,. Nouvion a son cheval tué sous lui,. D'Elbée est blessé au bras ou à la cuisse, et tombe brièvement au pouvoir des républicains, avant d'être secouru et emporté hors du champ de bataille. Privés de leur chef, les Vendéens perdent courage et s'enfuient, poursuivis par la cavalerie. Lescure et La Rochejaquelein se rendent quant à eux maîtres des retranchements sur le flanc droit des républicains, mais ils constatent bientôt la fuite du reste de l'armée et sont contraints de donner l'ordre de la retraite pour ne pas se retrouver enveloppés. Les forces vendéennes refluent alors sur la forêt de Baguenard. Leur retraite est couverte par la cavalerie commandée par Dommaigné,. L'armée vendéenne se replie ensuite sur Parthenay.
Les républicains poursuivent les Vendéens jusqu'à la forêt de Baguenard et rentrent à Fontenay à 7 heures du soir. Certains soldats mutilent des cadavres d'insurgés et reviennent avec des colliers d'oreilles,.

## Pertes
Les pertes républicaines sont de dix tués,,, dont six du 4e bataillon de volontaires de l'Hérault. Selon Benjamin Fillon : « le nombre minime des patriotes morts est très exact puisqu'il est extrait des registres mortuaires ».
Selon le général Chalbos, les Vendéens laissent 600 à 700 hommes tués,. Cependant le républicain fontenaisien André Mercier du Rocher, qui affirme avoir fait compter les morts, écrit que les cadavres vendéens ramassés après la bataille sont au nombre d'une centaine,,. De son côté, Cyprien Delon, lieutenant-colonel en second du 4e bataillon de volontaires de l'Hérault, porte les pertes vendéennes jusqu'à 1 013 morts et « beaucoup de prisonniers », ce qui semble extrêmement lourd.
Les généraux vendéens affirment quant à eux avoir perdu 400 hommes tués ou blessés lors de la bataille,. Selon les mémoires de Marie de Scépeaux, épouse de Charles de Bonchamps, 400 Vendéens sont tués lors de ce combat. Pour l'officier Louis Brard, les Vendéens ont perdu 1 000 hommes. Dans ses mémoires, le chef vendéen Boutillier de Saint-André avance un bilan de 2 000 hommes tués, blessés ou prisonniers,. Du côté des auteurs royalistes du début du XIXe siècle, les pertes sont de 400 hommes selon Théodore Muret et de 600 selon Jacques Crétineau-Joly. Émile Gabory, Yves Gras et Jean Tabeur évoquent également 600 morts,,.
Le général Chalbos fait état de 80 combattants vendéens capturés, mais d'autres sources républicaines parlent de 200 prisonniers. Selon la marquise Victoire de Donnissan de La Rochejaquelein, les Vendéens laissent 240 prisonniers. 
Plus de 30 canons sont capturés par les républicains,,. Parmi les prises figure la célèbre Marie-Jeanne,,,,. D'après Chalbos, toute l'artillerie vendéenne est capturée. Pour la marquise de La Rochejaquelein, les Vendéens ne sauvent que deux pièces et plus de vingt autres tombent aux mains des patriotes. Dans son rapport au ministre, le 23 mai, le commissaire Brulé donne un bilan plus précis de 33 canons capturés, ainsi que 1 200 livres de poudre.

## Conséquences
Les républicains pensent alors avoir remporté une victoire décisive,. Le représentant en mission Goupilleau de Montaigu déclare : « L'ennemi est abattu de sa dernière défaite ; j'ai peine à croire qu'il ose jamais se représenter devant nous »,,.
Les républicains regagnent ensuite du terrain sans rencontrer de résistance. Le 19 mai, Parthenay est reprise par 2 000 hommes commandés par Bretonville, un officier de Sandoz. Le 20, La Châtaigneraie est réoccupée par Chalbos, à la tête de 7 000 fantassins, 250 cavaliers et neuf canons.